# ایلسا کونرادز
ایلسا کونرادز (به انگلیسی: Ilsa Konrads) (زادهٔ ۲۹ مارس ۱۹۴۴) شناگر اهل استرالیا است.